# العلاقات النرويجية الرومانية
العلاقات النرويجية الرومانية هي العلاقات الثنائية التي تجمع بين النرويج ورومانيا.

## مقارنة بين البلدين
هذه مقارنة عامة ومرجعية للدولتين:
| وجه المقارنة                                              | النرويج                                                   | رومانيا                                                                               |
| --------------------------------------------------------- | --------------------------------------------------------- | ------------------------------------------------------------------------------------- |
| المساحة (كم2)                                             | 385.21 ألف                                                | 238.40 ألف                                                                            |
| عدد السكان (نسمة)                                         | 5.33 مليون                                                | 19.59 مليون                                                                           |
| الكثافة السكانية (ن./كم²)                                 | 13.84                                                     | 82.17                                                                                 |
| العاصمة                                                   | أوسلو                                                     | بوخارست                                                                               |
| اللغة الرسمية                                             | بوكمول، لغات السامي، نينوشك، اللغة النرويجية              | اللغة الرومانية                                                                       |
| العملة                                                    | كرونة نروجية                                              | ليو روماني                                                                            |
| الناتج المحلي الإجمالي (بليون دولار)                      | 398.83 مليار                                              | 211.80 مليار                                                                          |
| الناتج المحلي الإجمالي (تعادل القوة الشرائية) بليون دولار | 322.23 مليار                                              | 465.56 مليار                                                                          |
| الناتج المحلي الإجمالي الاسمي للفرد دولار أمريكي          | 74.40 ألف                                                 | 9.47 ألف                                                                              |
| الناتج المحلي الإجمالي للفرد دولار أمريكي                 | 65.61 ألف                                                 | 23.63 ألف                                                                             |
| مؤشر التنمية البشرية                                      | 0.944                                                     | 0.793                                                                                 |
| رمز المكالمات الدولي                                      | +47                                                       | +40                                                                                   |
| رمز الإنترنت                                              | .no                                                       | .ro                                                                                   |
| المنطقة الزمنية                                           | ت ع م+01:00، ت ع م+02:00، توقيت وسط أوروبا، أوروبا/أوسلو ‏ | ت ع م+02:00، ت ع م+03:00، أوروبا/بوخارست ‏، توقيت شرق أوروبا، توقيت شرق أوروبا الصيفي ‏ |

## مدن متوأمة
في ما يلي قائمة باتفاقيات التوأمة بين مدن نرويجية ورومانية:
- ترتبط كفنسدال [الإنجليزية]‏ مع زالاو باتفاقية توأمة.
- ترتبط فيل [الإنجليزية]‏ مع باشكاني باتفاقية توأمة.
- ترتبط Sirdal [الإنجليزية]‏ مع زالاو باتفاقية توأمة.
- ترتبط هاغيبوستاد مع زالاو باتفاقية توأمة.
- ترتبط شين مع Onești [الإنجليزية]‏ باتفاقية توأمة منذ 1995.

## منظمات دولية مشتركة
يشترك البلدان في عضوية مجموعة من المنظمات الدولية، منها:
| علم المنظمة | اسم المنظمة                               | تاريخ انضمام النرويج | تاريخ انضمام رومانيا |
| ----------- | ----------------------------------------- | -------------------- | -------------------- |
|             | المنظمة الأوروبية لسلامة الملاحة الجوية   | 1994                 | 1996                 |
|             | المنظمة الهيدروغرافية الدولية             | ?                    | ?                    |
|             | منظمة الشرطة الجنائية الدولية             | ?                    | ?                    |
|             | الاتحاد البريدي العالمي                   | ?                    | ?                    |
|             | مركز تنسيق الحركة في أوروبا ‏              | ?                    | ?                    |
|             | حلف شمال الأطلسي                          | 4 أبريل 1949         | 29 مارس 2004         |
|             | منظمة التجارة العالمية                    | 1995                 | 1995                 |
|             | الفريق المعني برصد الأرض                  | ?                    | ?                    |
|             | مجموعة الموردين النوويين                  | ?                    | ?                    |
|             | مؤسسة التنمية الدولية                     | 24 سبتمبر 1960       | 12 أبريل 2014        |
|             | اتفاقية السماوات المفتوحة                 | ?                    | ?                    |
|             | منظمة الأمن والتعاون في أوروبا            | 25 يونيو 1973        | 25 يونيو 1973        |
|             | Strategic Airlift Capability ‏             | ?                    | ?                    |
|             | مؤسسة التمويل الدولية                     | 20 يوليو 1956        | 23 سبتمبر 1990       |
|             | مجلس أوروبا                               | 5 مايو 1949          | 7 أكتوبر 1993        |
|             | منظمة حظر الأسلحة الكيميائية              | ?                    | ?                    |
|             | الأمم المتحدة                             | 27 نوفمبر 1945       | 14 ديسمبر 1955       |
|             | الاتحاد الدولي للاتصالات                  | 1866                 | 9 فبراير 1866        |
|             | البنك الدولي للإنشاء والتعمير             | 27 ديسمبر 1945       | 15 ديسمبر 1972       |
|             | مجموعة أستراليا                           | 1986                 | 1995                 |
|             | المركز الدولي لتسوية المنازعات الاستشارية | 15 سبتمبر 1967       | 12 أكتوبر 1975       |
|             | وكالة الفضاء الأوروبية                    | 30 ديسمبر 1986       | 23 ديسمبر 2011       |
|             | وكالة ضمان الاستثمار متعدد الأطراف        | 9 أغسطس 1989         | 10 سبتمبر 1992       |
|             | يونسكو                                    | 4 نوفمبر 1946        | 27 يوليو 1956        |

## وصلات خارجية
- موقع وزارة الخارجية النرويجية
- موقع وزارة الخارجية الرومانية